# 狐尾山公園
狐尾山公園位於中华人民共和国廈門市思明區，廈門島西面，面积70.64公顷，北临仙岳山，南临湖滨北路，东与湖滨中路相邻，西則与东渡路紧靠。狐尾山山体呈南北走向，共由大埔山、象鼻山、官任山、凤凰山、凤车尾山、五坑山、覆鼎山、观音山和七星山大小9个山峰组成，其中狐尾山主峰海拔139.45米。狐尾山公園同時也是廈門市氣象台的所在地，山頂有「海上明珠」之美譽的85米高的氣象塔。厦门广播电视发射塔也设在狐尾山顶，为四边形钢塔，建于1978年。

## 景區
狐尾山公園共有南台城光、西峰览海、幽谷涵芳、翠屏栖月四個景區。